# Liksivaptan
Liksivaptan (VPA-985) je lek u fazi III kliničkih ispitivanja koji je razvila kompanija Cardiokine, Inc.. Liksivaptan se ispituje za primenu kod pacijenata sa hiponatremijom, što obuhvata pacijente sa srčanom insuficijencijom. Hiponatremija je elektrolitni  poremećaj kod koga je koncentracija natrijuma u serumu niža od normalne. Liksivaptan može da pomogne pacijentima da eliminišu suvišne fluide uz zadržavanje elektrolita. U kliničkim ispitivanjima, Liksivaptan je demonstrirao tu sposobnost.

## Hemija
Sintetički put liksivaptana.

## Literatura
1. ↑  „The balance study: Treatment of Hyponatremia Based on Lixivaptan in NYHA Class III/IV Cardiac Patient Evaluation”.
2. ↑  Albrbright, J. D.; Reich, M. F.; Santos, E. G. D.; Dusza, J. P.; Sum, F.-W.; Venkatesan, A. M.; Coupet, J.; Chan, P. S.; Ru, X.; Mazandarani, H.; Bailey, T. (1998). „5-Fluoro-2-methyl-N-[4-(5H-pyrrolo[2,1-c]- [1,4]benzodiazepin-10(11H)-ylcarbonyl)-3- chlorophenyl]benzamide (VPA-985): An Orally Active Arginine Vasopressin Antagonist with Selectivity for V2 Receptors”. J. Med. Chem. 41 (14): 2442—2444. PMID 9651149. doi:10.1021/jm980179c.

## Spoljašnje veze
|  | Molimo Vas, obratite pažnju na važno upozorenje u vezi sa temama iz oblasti medicine (zdravlja). |